# 星柳珊瑚科
星柳珊瑚科是軟珊瑚目底下的一個科，生活在熱帶印度洋-太平洋海域的淺水區。珊瑚內部中空的而且珊瑚體都是豎立起的，分支是樹枝狀的，珊瑚的扇形是不規則橫向且枝條不會與枝條接合，不會突出是扁的。珊瑚蟲是夜行性是可伸縮，會伸縮至低或高的萼狀結構，會均勻分佈在枝條的表面或沿樹枝邊緣雙雙排列。
珊瑚蟲的骨針是紡錘型和桿狀的，觸手上會有短桿和粒狀鱗片。萼狀結構和外層共骨骼才有骨針，內層的共骨骼有較短的細長或桿。

## 分類
- 棘紅尖珊瑚屬 Acanthomuricea Hentschel, 1903
- 花粗柳珊瑚屬 Anthoplexaura Kükenthal, 1908
- 星柳珊瑚屬 Astrogorgia Verrill, 1868

## 資料來源
1. ↑  . www.marinespecies.org.   [2023-09-27]. （原始内容存档于2023-10-02）.
2. ↑  Catherine S, McFadden; Andrea M., Quattrini; Leen, van Ofwegen (编). . Bulletin of the Society of Systematic Biologists. doi:10.18061/bssb.v1i3.8735 –ResearchGate.